# Agrostis filipes
Agrostis filipes é uma espécie de gramínea do gênero Agrostis, pertencente à família Poaceae.